# Yuanpu
Yuanpu (kinesiska: 袁浦, 袁浦镇) är en köping i Kina. Den ligger i provinsen Zhejiang, i den östra delen av landet, omkring 16 kilometer söder om provinshuvudstaden Hangzhou.
Genomsnittlig årsnederbörd är 1 869 millimeter. Den regnigaste månaden är juni, med i genomsnitt 328 mm nederbörd, och den torraste är november, med 74 mm nederbörd.